# Kálium-benzoát
A kálium-benzoát (E212) a benzoesav káliumsója, melyet az élelmiszeriparban tartósítószerként alkalmaznak, mert alacsony pH értéknél (<4,5) az esetlegesen az élelmiszerbe került penészgombák, élesztőgombák, és egyes baktériumok szaporodását megakadályozza.
Felhasználják savas élelmiszerek, mint például a gyümölcslevek (citromsav-tartalom miatt), üdítőitalok (foszforsav-tartalom miatt), savanyúságok (ecet miatt), és más élelmiszerek tartósításához.
A legtöbb országban, például Kanadában, az USA-ban, és az EU-ban engedélyezett adalékanyag. Az Európai Unióban a gyermekek számára készített élelmiszerekben való felhasználását nem ajánlják.

## A tartósítás hatásmechanizmus
A sejtbe való bekerülést követően a foszfofruktokináz nevű enzim működését blokkolják a cukor lebontásában, így a gombák és baktériumok számára a cukorbontás 95%-át megakadályozzák, gátolva ezek szaporodását. A gátlás savas pH mellett (<5) történik, ami az anaerob bomlás esetén áll fenn.

## Egészségügyi kockázatok
A C-vitaminnal (aszkorbinsav, E300) együtt alkalmazva benzol, egy ismert rákkeltő anyag keletkezhet, melynek mennyisége a hőmérséklettől, a fénymennyiségtől, és az eltelt időtartamtól egyaránt függ.